# シークレット オブ エヴァンゲリオン
『シークレット オブ エヴァンゲリオン』（SECRET OF EVANGELION）は、『新世紀エヴァンゲリオン』を原作としたサイバーフロントによるアドベンチャーゲーム。PS2用ゲームソフトとして、2006年12月21日に通常版と限定版（アスカver./綾波ver.）の計3バージョンで発売された。
2007年6月28日には、PSP用ゲームソフトとして通常版と限定版の2バージョン（タイトルは『シークレット オブ エヴァンゲリオン ポータブル』）と、Windows版（Windows 2000/XP/Vista対応）が発売された。
2008年9月25日には、PS2 BEST版として『BEST HIT セレクション シークレット オブ エヴァンゲリオン』が発売された。
また、2007年8月1日からタイトーがiアプリ、EZアプリ、S!アプリ対応の携帯電話用アプリを順次配信している（全3弾）。
PSP版およびWin版には新イベントCGやクイズゲームが追加搭載されている。また通常版以外に限定版も発売され、PSP版にはPSPケースと液晶保護シートが、Win版にはマウスパッドと5枚組のポストカード特典が同梱された。

## システム
チャプター毎に定められた行動力の範囲内で移動先を選択し、シナリオを読み進めていく。移動先には、シナリオが次の段階へ進行するもの・シナリオ上何らかのフラグとなるもの（選択すると行動力が回復する）・特にシナリオに関係ないものの3種類がある。これらの選択の組み合わせやフラグのオン・オフによって大まかに、チルドレンを中心としたルート（原作準拠シナリオ）・剣崎キョウヤを中心としたルート（以下：剣崎シナリオ）・加賀ヒトミを中心としたルート（以下：加賀シナリオ）に分岐する。自分がどのルートを辿っているかは、スタートメニューのEXTRAから見られるチャートで確認することが出来る。 

## 物語
本作品はテレビアニメシリーズ第拾七話から第弐拾四話までと1997年に公開された劇場版の物語をベースとしている。主人公には本タイトルオリジナルキャラクターの剣崎キョウヤを迎え、人類補完計画などの謎に迫る。また、テレビアニメシリーズでは既に消滅とされていたEVA四号機が登場している。行動次第によって10種類のエンディングを迎えることになる。オリジナルシナリオは碇司令の人類補完計画とゼーレの人類補完計画を阻止するというのが大筋だが、いずれのルートでも結果がどうなったのか明確には描かれていない。
原作準拠シナリオ
このシナリオでは、剣崎の視点から使徒との戦いや戦略自衛隊のネルフ介入が描かれている。
剣崎シナリオ
このシナリオでは、剣崎個人を主題としており、自らに使徒の遺伝子が組み込まれていることへの苦悩などが描かれている。
加賀シナリオ
このシナリオはE計画の核心に迫った内容となっており、剣崎シナリオでわき役だった加賀ヒトミがメインキャラとして描かれている。また、このシナリオにおいて、剣崎に使徒の遺伝子が組み込まれているという設定は採用されていない。
加賀ヒトミは、大学時代の知人である剣崎が「NERVネバダ支部消滅に諜報部が関与した」という噂を真に受けてきつく当たるが、その後は彼の実直な人柄に魅かれていく。
もともと彼女は「碇ユイのレポート」を読んで形而上生物学を学んだ経緯を持ち、ユイのレポートにあった「箱舟計画」を「エヴァを箱舟として子供たちをサードインパクト後の世界に生き残らせる計画」だと信じていた。だがある日、剣崎と共に人類補完計画の真相を調べるうちに、父の友でNERV入りのきっかけとなった冬月コウゾウから碇ユイの計画が「子供たちをエヴァと融合させて人類の遺伝子を確実に未来に残す」ことを知らされ、失望する。
そしてゼーレに内通しているエンジニアの駿河ハジメから「碇ゲンドウが目論む人類補完計画は、碇が死んだ妻ユイと融合することだ、科学者として許して良いのか」と唆され、エヴァ四号機を乗っ取りNERV本部を襲うという彼らの計画に加担してしまう。だが、剣崎からゼーレの人類補完計画もまた到底自身の理想に適うものではないことを知らされ過ちに気付き、NERV本部へ侵攻するエヴァ四号機の制圧に尽力した。
その後、ヒトミはなぜか簡単な聴取のみで早期に釈放され、自分の抱く理想を守ることに「人として生きる目的」を見出した剣崎と共に2つの人類補完計画を阻止するため行動を開始する。ゼーレの意向を受けた戦略自衛隊のNERV本部侵攻により全てが破綻するも、ヒトミはリツコを説得して人間としての自分を取り戻させたうえで、碇司令の阻止を任せる。そして、ヒトミと剣崎は昏睡状態のアスカを病室から救出してエヴァ弐号機に乗せ脱出させた後、「真実」を見届けるため彼と共に発令所に向かう。
「途中で自分が倒れたら一人で行け」と言う剣崎の求めを拒否し、ヒトミは「これからはずっとあなたと共にいる」と答えた。
なお、このエンディングでは「人が平等に幸福を求める権利を持つ世界があるはず」と言うヒトミの独白と共に、キッチンでエプロンを身に付け楽しげに料理をしている彼女のCGが表示されるが、これが使徒が現れなかった架空の世界における自分を想像したものなのか、あるいはサードインパクトを阻止し戦略自衛隊の攻撃を凌ぎ切って理想を叶えた世界における彼女の姿なのかは、不明である。
また、必要な条件を満たしていない場合、剣崎はアスカ救出に向かう途中で戦略自衛隊員から銃撃され死亡するため、ヒトミは一人でアスカを救出し脱出させることになる。この際、致命傷を負い動けなくなった特別な好意を抱いている男性を最期まで看取らず、彼と自分の理想を叶えるため、なすべきことをなすためにその場に置き去りにして別れるという行動をとり、科学者として強い信念を持つのはもちろんのこと、人間としても女性としても強靭な意志の持ち主であることを示した。別れ際に剣崎にかけた「あなたに出会えて良かった」という一言が、死を目前にした彼にとって唯一の生きた証となった。

## 登場人物
以下は本作品のオリジナルキャラクターと、原作登場キャラクターに加えられたオリジナル設定に関して扱う。原作登場キャラクターの詳細は新世紀エヴァンゲリオンの登場人物を参照のこと。

### ゲームオリジナルキャラクター
剣崎キョウヤ（けんざき キョウヤ）
本作品の主人公。29歳。特務機関NERV保安諜報部諜報一課所属。NERV制式のUSPをショルダーホルスターで左腋の下に吊っている。セカンドインパクトで家族を亡くして絶望し、生きる意味までも見失ってしまった。20代の前半ごろにネルフに入り、碇ゲンドウ司令直属の破壊工作員（名目は諜報員）として盲目的に仕える。碇司令の忠実な部下として汚い任務も冷徹にこなし、碇シンジや惣流・アスカ・ラングレーから司令の人形と揶揄されることもあるが、それは「生きる目的を見いだせないゆえの渇きをいやす」ためと語る。第3使徒サキエルとの戦いで崩れた瓦礫の下敷きになって瀕死の重傷を負ったが、人工進化研究所において使徒の一部を移植され、わずか一週間で奇跡的な回復を遂げ任務に復帰する。アメリカへの視察任務（実際にはNERVネバダ支部の破壊とエヴァ四号機の強奪任務）から帰還後、NERV内でネバダ支部の消滅に関し諜報部の関与を疑う噂が広まったため、ほとぼりを冷ますべく内勤に異動、本部内における施設警備および防諜任務に就く。葛城ミサト、赤木リツコ、加持リョウジとは大学の同期でよく行動を共にしていた友人だが、彼らに対しても感情を覗かせることはまれ。ミサトやリツコといった友人を含む全ての職員、チルドレンにまでも事務的ながら丁寧な態度で接し話す際には敬語を使うが、加持に対してのみタメ口でぞんざいな態度をとる。なお作中では諜報一課を統率しているような描写があるが、一課長なのかは不明。階級も言明されていない。名前の由来は大日本帝国海軍剣埼型潜水母艦「剣埼」から。
剣崎シナリオでは大学中退後にNERVに入所しており、その際「使い捨ての人形」になるべく碇司令と「どんな命令にも従いどんな任務でも遂行する」という誓約書を交わしており、戸籍も抹消されている。チルドレンに対する脅迫事件を捜査中、エヴァ格納庫で綾波レイといるところを何者かに狙撃された際、銃弾が自分達の目の前で見えない壁によって弾かれるという現象に遭遇する。当初はレイが何か特殊な力を発揮したのではないかと疑っていたが、度々彼女以外の人物といる時にも同様の現象が起こったこと、また自身の右目が赤く変色し始めたことにより、以前に負傷して意識が無かった間に何かをされたという確信を抱き、独自に調査を始める。そしてリツコから「実験として」使徒を移植したと聞かされ、自身が既に人間とは呼べない存在になってしまっていることを知る。しかし皮肉ながら、そのような体になって初めて「人として生きる意味」を深く考えるようになる。やがて碇司令から用済みになった加持の抹殺を直々に命じられ、「他の人間には任せられない」として廃工場において彼を殺害する。その際に加持から「人として生きる意味」について語られたこと、そして「葛城を頼む」を依頼されたことが、その後の剣崎の行動を決定付けた。人類補完計画をくじくべくサードインパクトの発生を阻止しようと奔走するが、ゼーレの意向を受けた戦略自衛隊のNERV本部侵攻により全てが破綻してしまう。戦火の中で負傷し倒れていたミサトを保護するが、自身も重傷を負ってしまう。ミサトを四号機に乗せて脱出させ加持との約束を果たした後、体は人間ではなくなってしまったものの、人生の最後に人間らしく生きることが出来たという誇りを胸に、息絶えた。学生時代に加持から貰ったペンを長年愛用している。なおこのルートでは、終盤で使徒の遺伝子が覚醒して以降、渚カヲルのように自在にA.T.フィールドを展開したりエヴァを遠隔操作したりすることが出来た。
加賀シナリオでは大学卒業後、海外在住（理由は不明）を経てNERVへ。このルートでは、使徒の一部を移植されたという設定が無視されており、A.T.フィールドを展開したりはしない普通の人間である。ネバダでの特殊任務から帰還後、不在中に技術者がエヴァ初号機を強奪しようとした事件が発生したと報告を受ける。加持から「技術者が抱くエヴァへの恐怖」を調べろと言われ調査を進めるうち、第13使徒ゼルエルとの戦いで暴走するエヴァ初号機を目の当たりにし、エヴァがただの兵器ではないという確信を得る。そして独自にエヴァの正体を探る調査を始め、生体開発担当であるヒトミからレクチャーを受けるうちに彼女との交流が増えていくが、単に盲目的に命令に服従し任務を遂行しているだけにもかかわらず、彼女から「NERVに尽くすことが人類の未来につながるという信念を持って働いている人」と評され戸惑う。加持が実行犯と思われた冬月コウゾウ副司令の拉致事件捜査中、加持からの呼び出しを受けて廃工場へ赴くが、彼は何者かに撃たれ瀕死の状態だった。長年の友人の最期を看取り、代わりに「真実」を見届けるという約束を交わす。やがて新しい工作員を求めるキール・ローレンツからの勧誘を受け、ゼーレの目指す人類補完計画と碇司令が目指す人類補完計画の全容を知ると、かつての加持のように二重スパイとなり両者の計画を阻止する決意を固める。ヒトミの協力を得てゼーレによる乗っ取った四号機を用いたNERV本部への攻撃は阻止したものの、ゼーレの意向を受けた戦略自衛隊のNERV本部侵攻により全てが破綻してしまう。しかし「子供たちの未来のために」という信念を貫き通すヒトミに共感し、彼女を守って戦火を潜り抜け昏睡状態のアスカを病室から救出してエヴァ弐号機に乗せ脱出させた後、「真実」を見届けるためヒトミと共に発令所に留まった。なお必要な条件を満たしていない場合はヒトミとアスカ救出に向かう途中で戦略自衛隊員から銃撃され死亡する。致命傷を受け動けなくなりヒトミに一人でやるべきことをやるよう促し、彼女が去った後に孤独な最期を迎えるが、別れ際に彼女から「あなたに出会えて良かった」と言われたことで、初めて彼女の笑顔に救われていた自分に気付いた。
加賀ヒトミ（かが ヒトミ）
声 - 雪野五月
特務機関NERV技術開発部第一課所属。24歳。幼少時から物理学を志していたが、偶然に「碇ユイのレポート」を見たことから大学では形而上生物学を学んだ。物理学者である父の知人でもあった冬月にその優秀さを認められてNERVに入り、リツコの片腕としてE計画に従事する。尊敬する父の影響から、高い倫理をもって子供たちの未来を切り開くために科学を用いるべきという信念を持つ。冬月が天才と認めるほど優秀な頭脳を持つ反面、紅茶のブレンドを作る際に緑茶の茶葉を用いたり、男性用のシャワー室を使用するなどドジも多い。喜怒哀楽が激しい性格で、よく感情に任せて行動して後悔している。男性が苦手で、女性としてではなく科学者として生きることを第一義としている。なお紅茶のオリジナルブレンド作りに凝っているが、彼女が作るブレンドティーは閉め切った室内にあっても廊下まで漂い出すほどの強烈な臭いを発する。生年月日は1991年5月25日。名前の由来は大日本帝国海軍航空母艦「加賀」から。
剣崎シナリオでは、その他大勢の一人であり、機密情報であるエヴァ四号機やダミープラグに関するファイルにアクセスする権限を持つことから、工作員の可能性があるスタッフとして剣崎にマークされている。ゼーレの意向を受けた戦略自衛隊のNERV侵攻に際しては、碇司令の人類補完計画実行を阻止するためリツコと共にセントラルドグマへ向かう。
なお度々新作ブレンドティーの試飲を剣崎に頼んでおり、それをネタにリツコらにからかわれていた。
ホーク
声 - 桐井大介
特務機関NERV保安諜報部に所属するキョウヤの部下。「ホーク」というのは本名ではない。ストーリー展開によっては金のためにゼーレのスパイとなってキョウヤの前に立ちはだかるが、基本的には忠実に任務をこなす有能な部下。「ゼーレに与すればサードインパクトが起きても無事に生き延びられる」という甘言を信じている。
ポーター
声 - 飯島肇
特務機関NERV保安諜報部所属。ホークと同じくキョウヤの部下で、「ポーター」という名前も本名ではない。ホークと違い、キョウヤを裏切る行動をとることはない。彼もまた任務をキッチリとこなす優秀な人材。
駿河ハジメ（するが ハジメ）
声 - 加藤雅也
特務機関NERV技術開発部第一課所属のエンジニア。NERV内における待遇に不満を持っているグループのリーダー。ゼーレ（正確にはその工作員であるホーク）との折衝も担当している。加賀シナリオでは、ヒトミを唆して計画に加担させているが、後に彼女には同じエンジニアとして敬意を抱いており、騙して巻き込んだことに罪悪感を抱いていると剣崎に告白した。情報提供と引き換えに剣崎に見逃してもらう。
香取コウジ（かとり コウジ）
声 - 長谷川歩
特務機関NERV技術開発部第一課所属のエンジニア。NERV内における待遇に不満を持っているグループのメンバー。ダミープラグ起動コードを詐取する役目などを担当していたが発覚、いずれのルートでも口封じにあい殺害されてしまう。
若岳ミツル（わかたけ ミツル）
声 - 千葉進歩
特務機関NERV技術開発部第一課所属のエンジニア。NERV内における待遇に不満を持っているグループのメンバー。チルドレンに脅迫状を送る役目などを担当していたが発覚、いずれのルートでも口封じにあい殺害されてしまう。いわゆる空気の読めない男であり、よく一緒にいる香取からも「君と仕事以外の話をしていると疲れる」と言われている。

### 原作登場キャラクター
葛城ミサト
声 - 三石琴乃
NERV戦術作戦部作戦局第一課所属、三佐。29歳。リツコ・加持・剣崎は大学の同期で友人。当時加持とは交際しており、またリツコは親友だった。
剣崎シナリオでは、加持亡き後に剣崎と共にエヴァと人類補完計画の真相を探った。ゼーレの意向を受けた戦略自衛隊のNERV本部侵攻で重傷を負い、シンジをエヴァ初号機へ送り出した後に意識を失い倒れているところを剣崎によって保護された。剣崎によってエヴァ四号機に乗せられて脱出し、その後は不明。
加賀シナリオでは、剣崎を含めた学生時代のエピソードがある以外はほぼ原作通り。ゼーレの意向を受けた戦略自衛隊のNERV本部侵攻の際には発令所で本部防衛の指揮を執り続けたが、その後は不明である。7年前、海外に行くことになった剣崎の送迎会が居酒屋で催されたおり、酩酊して酒瓶を手に暴れ出し加持と剣崎に頭から酒をぶっかけたことがあるが、全く記憶に無いらしい。
赤木リツコ
声 - 山口由里子
NERV技術開発部技術局第一課所属。30歳。ミサト・加持・剣崎は大学の同期で友人。剣崎と共に、ミサト・加持のカップルに世話を焼かされる役回りだった。
剣崎シナリオでは、剣崎に使徒を移植した張本人であり、そのことで彼から叱責を受ける。後に人生の全てを捧げた碇司令から切り捨てられ全てを失うが、ゼーレの意向を受けた戦略自衛隊のNERV本部侵攻の際には碇司令の人類補完計画実行を阻止するため、ヒトミと共にセントラルドグマへ向かう。
加賀シナリオでは、人生の全てを捧げた碇司令から切り捨てられ全てを失い、独房で失意の底に沈んでいた。しかしヒトミに「あなたのしたことは科学者としては許せないが、人間としては当たり前のことだと思う」「自分にもし好きな人がいたら、きっとあなたと同じことをしたはず」と言われ、自分を認めてくれる人間がまだ世の中にいることを知り、再起する。そして戦略自衛隊によるNERV本部侵攻の際には、「最後に人間として正しいことをする」として碇司令の人類補完計画を阻止するため、単身セントラルドグマへ向かう。加持と剣崎の関係を「仲良し」と評した。
加持リョウジ
声 - 山寺宏一
NERV特殊監査部所属、一尉。30歳。ミサト・リツコ・剣崎は大学の同期で友人。当時ミサトと交際しており、また剣崎は親友だった。
剣崎シナリオでは、生きる目的を見失った剣崎にその指針を示し、彼が人としての人生を取り戻す切っ掛けを与えた。長年自身の求める「真実」のため三重スパイを働いていたが遂に抹殺対象となり、事後を託して剣崎によって射殺された。学生のころに嫌がる剣崎にふざけてじゃれ付いているところを誰かが撮影した写真を、本部内の自分のオフィスに飾っている。添えられたキャプションは「2006 友人と」。
加賀シナリオでは、剣崎にエヴァや人類補完計画に隠された真相があることを示唆した。別ルート同様に抹殺対象となり、ホークによって射殺された。今際の際に駆け付けた剣崎と、自身に代わって「真実」を見届けるという約束を交わす。

## 評価
4Gamer.netのgingerはPC版のレビューの中で、物語のベースとなる部分やキャラクターや用語の解説がない点から、完全にファン向けのゲームであると述べる一方、テレビシリーズでは不明瞭だった「人類補完計画」の真相や碇ゲンドウの思惑などがわかりやすかったと評価しているほか、主要登場人物にはテレビシリーズのキャストが割り当てられている点も評価している。
その一方で、gingerはいずれのルートもテレビシリーズ本編の大まかな流れを変えられない点を指摘しており、あくまでもテレビシリーズ本編で語られなかった事件の裏側を「補完」するための作品だと述べている。